# Mariana Enríquez
Mariana Enríquez (ur. 1973 w Buenos Aires) – argentyńska pisarka i dziennikarka tworząca w nurcie literatury grozy. Jej zbiór opowiadań Niebezpieczeństwo palenia w łóżku znalazł się w finale International Booker Prize.

## Życiorys
Urodziła się w 1973 w Buenos Aires. Studiowała komunikację społeczną na Universidad Nacional de La Plata. Zadebiutowała młodo powieścią Bajar es lo peor, która została pozytywnie oceniona przez krytykę. Jej zbiór opowiadań To co utraciłyśmy w ogniu (2016) zyskał status bestsellera w krajach hiszpańskojęzycznych i został wyróżniony nagrodą  Premi Ciutat de Barcelona. Z kolei jej powieść Nasza część nocy (2019), która na przestrzeni kilku dekad opisuje losy ojca i syna o zdolnościach mediumicznych, związanych z okultystycznym Bractwem, zdobyła Premio Herralde. W 2021 roku angielskie tłumaczenie zbioru opowiadań Niebezpieczeństwo palenia w łóżku znalazło się w finale International Booker Prize.
Enríquez tworzy w nurcie literatury grozy. W jej utworach lęki i przemoc są elementem składowym przedstawianej rzeczywistości, mają swoje podłoże w m.in. kulturze lub polityce, w tym w czasach dyktatury wojskowej w Argentynie. Wg Niny Pluty są „symptomem kryzysu, który trawi naszą rzeczywistość”.
Współpracuje z redakcją dziennika „Página 12”. Mieszka w Buenos Aires.

## Dzieła

### Powieści
- Bajar es lo peor, 1995
- Cómo desaparecer completamente, 2004
- Éste es el mar, 2017[2]
- Nuestra parte de noche, 2019, wyd. pol.: Nasza część nocy. Marta Jordan i Katarzyna Okrasko (tłum.). Echa, 2021. ISBN 978-83-8015-335-6. Brak numerów stron w książce

### Zbiory opowiadań
- Cuando hablábamos con los muertos, 2013[7]
- Los peligros de fumar en la cama, 2009, wyd. pol.: Niebezpieczeństwa palenia w łóżku. Marta Jordan (tłum.). Echa, 2022. ISBN 978-83-8252-052-1. Brak numerów stron w książce, zawiera także opowiadania z tomu To, co utraciliśmy w ogniu
- Las cosas que perdimos en el fuego, 2016, wyd. pol.: To co utraciliśmy w ogniu. Marta Jordan (tłum.). Wydawnictwo Czarna Owca, 2017. ISBN 978-83-8015-332-5. Brak numerów stron w książce

### Nowele
- Chicos que vuelven, 2010
- Ese verano a oscuras, 2019[8]

### Literatura niefikcjonalna
- Mitología celta, 2007
- Alguien camina sobre tu tumba: mis viajes a cementerios, 2013
- La hermana menor: un retrato de Silvina Ocampo, 2014[1][8]